# NSKK Grupa Transportowa Luftwaffe

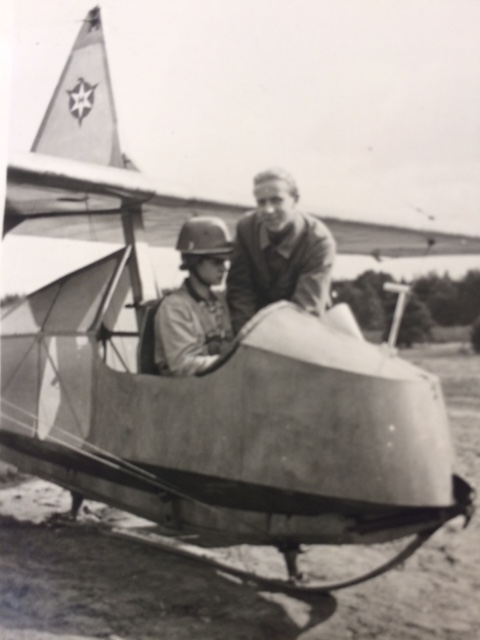

NSKK Grupa Transportowa Luftwaffe (niem. NSKK Transportgruppe Luftwaffe) – pomocnicza jednostka paramilitarna Luftwaffe podczas II wojny światowej
Latem 1940 r. podczas kampanii francuskiej w ramach Luftwaffe został utworzony Pułk Narodowo-Socjalistycznego Korpusu Motorowego (NSKK). Do jego zadań należało dostarczanie amunicji i wyposażenia wojskowego na polowe lotniska frontowe Luftwaffe. Wkrótce przemianowano go w Pułk Transportowy NSKK. W grudniu 1940 r. został przekształcony w NSKK Brygadę Transportową Luftwaffe. W styczniu 1942 r. na jej bazie powstała NSKK Grupa Luftwaffe, w poł. maja tego roku przemianowana na NSKK Grupę Motorową Luftwaffe. Od lipca 1943 r. istniała NSKK Grupa Transportowa Luftwaffe. Na jej czele stał gen. Graf Leo von Bayer-Ehrenberg, pełniący funkcję dowódcy Kraftfahrsport in der NSKK. Dzieliła się ona na dwie brygady, liczące każda po ponad 6 tys. ludzi. 1 Brygada składała się z 1, 2 i 3 Pułków, sformowanych latem 1941 r. w okupowanej Francji. W dwóch pierwszych pułkach służyli Francuzi, Walonowie i Flamandowie. Pod koniec 1943 r. przekształcono ją w Brygadę Specjalnego Przeznaczenia. 1 Pułk połączono z 2 Pułkiem, po czym wraz z 3 Pułkiem zostały wycofane w kierunku wschodnim. Niektóre pododdziały wzięły udział w walkach pod Arnhem we wrześniu 1944 r. 2 Brygada została sformowana w maju 1941 r. w belgijskim Diest. W jej skład wchodził 4, 5 i 6 Pułk. W 4 Pułku służyli Flamandowie, w 5 Pułku Holendrzy, zaś 6 Pułk, który utworzono dopiero w kwietniu 1942 r., był wielonarodowy – zgrupowano w nim Francuzów, Walonów i Flamandów. W odróżnieniu od 1 Brygady, 2 Brygada do grudnia 1941 r. stacjonowała w Generalnym Gubernatorstwie, a następnie przeniesiono ją na tyły frontu wschodniego. 6 Pułk został zniszczony w kotle pod Stalingradem na przełomie 1942/1943 r., walcząc jako zwykła piechota. Pozostałe pułki wycofano do okupowanej Belgii w marcu 1943 r., gdzie rozformowano sztab 2 Brygady. W późniejszym czasie 4 Pułk pełnił służbę w Jugosławii, na Węgrzech i w Prusach Wschodnich. 5 Pułk pozostawał na Zachodzie, zaś odtworzony 6 Pułk stacjonował w Jugosławii, gdzie rozwiązano go pod koniec 1944 r.